# Великая (телесериал, 2015)
«Вели́кая» — российский исторический телесериал о судьбе немецкой принцессы Софии Августы Фредерики Ангальт-Цербстской, ставшей российской императрицей Екатериной II. Один из самых дорогостоящих проектов «Первого канала» и всего российского телевидения. Для достижения исторической достоверности при написании сценария авторы использовали архивные документы и дневники, в том числе самой Екатерины II. Премьера состоялась на «Первом канале» с 4 по 12 ноября 2015 года.

## Сюжет

### Великая
В 1739 году в Пруссии познакомились девочка София Августа Фредерика и мальчик Карл Петер Ульрих. После этого они несколько лет не виделись.
В 1744 году они снова встретились, теперь уже будучи по отдельности привезены в Российскую империю. По приглашению императрицы Елизаветы Петровны прусская принцесса София Августа Фредерика Ангальт-Цербстская со своей матерью прибыла в Россию, приняла православие и получила имя Екатерина Алексеевна. В 1745-м году она была обвенчана с наследником российского престола Карлом Петером Ульрихом фон Шлезвиг-Гольштейн-Готторпским, принявшим к этому времени имя Пётр Фёдорович.
В 1754 году Екатерина родила сына Павла.
Начав свой путь малоизвестной немецкой принцессой, София Августа Фредерика в 1762 году стала императрицей Екатериной II — одной из самых известных фигур в российской истории. Но её славе и величию предшествует весьма опасный год, когда, после смерти императрицы Елизаветы Петровны Екатерина Алексеевна некоторое время являлась опальной женой нового императора Петра III и матерью наследника престола Павла. В 1762 году совершён дворцовый переворот, в результате которого супруг Екатерины свергнут с трона и убит, а вместо своего сына Павла Екатерина сама взошла на престол империи.
В целом в сериале сделан акцент на то, насколько для Екатерины, в её решениях и поступках, были приоритетны государственные дела её новой родины. Часто, и даже в личных разговорах с фрейлиной Дашковой, звучат её весьма патриотические и пророссийские монологи. Таким образом, подчёркивается, что на своей новой родине Екатерина всегда была гораздо более правительницей, чем подругой, женой и матерью.

### Великая. Золотой век
1763 год — первый год после коронации Екатерины II. Власть в ее руках, но, заняв трон, его необходимо удержать. Молодой императрице предстоит убедиться в том, что второе намного сложнее, чем первое,  и только через десять лет она сама по праву назовет себя самодержицей всероссийской. Эти годы будут наполнены не только победами и свершениями, но и поражениями, потерями верных людей, предательством тех, кого она считала близкими, борьбой с дворцовыми интригами и происками врагов из-за границы. Только она знает, каких жертв потребовало от нее достигнутое величие. Выбор между женщиной и властительницей дался ей нелегко, но она его сделала.

## Съёмка сериала
В работе над сценарием Сергей Юдаков и Алексей Гравицкий использовали архивные документы, воспоминания и дневники, в том числе и Екатерины Великой. Компания «Марс Медиа» приступила к съёмкам сериала «Великая» в декабре 2013 и закончила в середине июля 2014 года. Съёмки проходили в более чем 200 объектах Санкт-Петербурга и Ленинградской области, среди которых: Петропавловская крепость, Смольный собор, Ораниенбаум; Константиновский, Гатчинский, Воронцовский дворцы и Екатерининский дворец в Пушкине. Также съёмки проходили в Санкт-Петербурге, Кронштадте, Пушкине и Петергофе. За достоверность на проекте отвечает консультант из Эрмитажа. Первый сезон сериала состоит из 12 серий и охватывает период с 1744 по 1762 год.
Бюджет сериала «Великая» — 283,6 млн руб. По курсу доллара на момент съёмок это около $9 млн, что является абсолютным рекордом в отечественной сериальной индустрии. Аренда дворцовых интерьеров обходилась в среднем в 250 000 руб. за один съёмочный день.
По словам генерального продюсера кинокомпании «Марс Медиа» Рубена Дишдишяна, «Снятая в духе лучших западных сериалов „Тюдоры“, „Рим“ и „Борджиа“, „Великая“ станет одним из крупнейших и высокобюджетных проектов в истории российского телевидения».
В настоящее время[когда?] идёт работа над сценариями второго и третьего сезона сериала «Великая». В них будет рассказываться о жизни императрицы в период с 1762 по 1775 год и с 1775 по 1796 год.
Стало известно[когда?] о начале съёмок исторического 12-серийного сериала «Великая. Фильм второй». Кинокомпания «Марс Медиа» приступила к работе над телефильмом по заказу Первого канала. Режиссёром картины стал Сергей Гинзбург. Главную роль Екатерины II исполняет Елизавета Боярская. Также в сериале снимаются Антон Хабаров, Алексей Морозов, Павел Ворожцов, Алексей Филимонов, Игорь Гордин, Софья Синицына и Филипп Ершов.

## В ролях
| Актёр                              | Роль                                                                   |
| ---------------------------------- | ---------------------------------------------------------------------- |
| Юлия Снигирь / Елизавета Боярская  | Екатерина Алексеевна, великая княгиня, будущая императрица             |
| Наталья Суркова                    | Елизавета Петровна, императрица                                        |
| Павел Деревянко                    | Пётр Фёдорович, великий князь, будущий император                       |
| Сергей Шакуров / Игорь Гордин      | граф Алексей Петрович Бестужев-Рюмин, вице-канцлер, канцлер            |
| Роман Мадянов                      | граф Александр Иванович Шувалов, начальник Тайной канцелярии           |
| Павел Трубинер / Антон Хабаров     | Григорий Григорьевич Орлов, капитан лейб-гвардии Преображенского полка |
| Виктор Раков                       | граф Алексей Григорьевич Разумовский, фаворит Елизаветы Петровны       |
| Рихард Леперс / Александр Койгеров | Станислав Август Понятовский, секретарь английского посольства         |
| Семён Стругачёв                    | граф Иоганн Германн Лесток, лейб-медик                                 |
| Станислав Любшин                   | Симон, архиепископ                                                     |
| Марк Богатырёв                     | князь Василий Алексеевич Залесский                                     |
| Светлана Фролова / Софья Синицына  | княгиня Екатерина Романовна Дашкова                                    |
| Ольга Медынич                      | Елизавета Романовна Воронцова, фаворитка Петра lll                     |
| Виктор Тереля                      | граф Пётр Иванович Шувалов, сенатор                                    |
| Дмитрий Ульянов / Алексей Морозов  | Григорий Александрович Потёмкин, вахмистр Конногвардейского полка      |
| Елена Руфанова                     | герцогиня Иоганна Елизавета Гольштейн-Готторпская, мать Екатерины      |
| Виталий Коваленко                  | Семён Кириллович Нарышкин, обер-гофмейстер                             |
| Валерий Кухарешин                  | граф Михаил Илларионович Воронцов, канцлер                             |
| Эрнст Романов                      | Чарльз Ханбери Уильямс, английский посол                               |
| Владимир Матвеев                   | Степан Фёдорович Апраксин, генерал-фельдмаршал                         |
| Владимир Крылов / Павел Ворожцов   | граф Никита Иванович Панин, наставник Павла Петровича                  |
| Илья Носков                        | Сергей Васильевич Салтыков, камергер Петра lll                         |
| Ольга Самошина                     | Мария Симоновна Чоглокова, обер-гофмейстерина                          |
| Сергей Русскин                     | князь Николай Васильевич Репнин                                        |
| Геннадий Смирнов                   | Иван Иванович Шувалов, фаворит Елизаветы Петровны                      |
| Дмитрий Быковский-Ромашов          | Михаил Васильевич Ломоносов                                            |
| Бастиан Зирих                      | Фридрих II, король Пруссии                                             |
| Леонид Ворон                       | маркиз Жак-Иоахим Тротти, маркиз де ла Шетарди                         |

## Исторические неточности
- Впервые встреча Софии Августы Фредерики и Карла Петера Ульриха действительно произошла в Ойтинском замке в 1739 году[13], когда им было соответственно 10 и 11 лет. Однако в эпизоде 1-й серии участвуют дети минимум на 4—5 лет младше.
- Действия начинаются в 1739 году в Эйтине, куда приехал король Фридрих Второй, на самом деле королём он стал только в 1740 году.
- София Августа и её мать Иоганна прибыли в Россию 20 февраля 1744 года. Во дворце они встретили Бестужева, которого Иоганна назвала «Бестужев, канцлер Российской империи, самая большая русская свинья». В действительности же титул канцлера — высшую гражданскую (статскую) должность в Российской империи (чаще всего этот чин присваивался министрам иностранных дел) Алексей Петрович Бестужев получил 15 июля 1744 года[14].
- В сцене первого визита Софии Августы в православную церковь (1 серия) исполняется песнопение «Отче наш» Николая Николаевича Кедрова старшего, созданное в 1922 году.
- Венчание Петра Фёдоровича и Екатерины Алексеевны состоялось 21 августа 1745 года. В сериале сразу же после церемонии венчания был арестован Жан Лесток, подвергнут следствию и пыткам. В действительности же Лесток был арестован и подвергнут пыткам в Тайной канцелярии в 1748 году[15].
- По фильму Пётр жёстко наказал князя Залесского за дерзость. В реальности он не мог этого сделать, так как разжаловать в рядовые или отправить в Сибирь князя могла только императрица. Пётр мог лишь попросить тётушку об этом[8].
- Немецкая принцесса после переезда в Россию после болезни сама решила принять православие. На самом деле это от неё не зависело: все иностранные невесты наследников престола делали это в обязательном порядке[8][16].
- В сериале говорится, что Екатерина и Пётр провели много лет в Ораниенбауме, на самом деле они всегда находились при дворе императрицы и всюду следовали за ней.
- В четвёртой серии герои прогуливаются по мосту через реку Славянку на фоне дворца в Павловске.  Этот дворец начали строить в 1782 году уже в правление Екатерины, которая подарила эти земли сыну Павлу. По фильму Павел к моменту прогулки ещё не родился. Ни моста, ни дворца на момент прогулки не существовало.
- После того, как Елизавета отобрала у Екатерины сына, императрица и её фаворит часто ссорятся, а после Алексей Григорьевич обижается и не появляется при дворе. На самом деле он продолжил находиться при дворе, а фаворитом он перестал быть лишь только когда его место занял Иван Шувалов, но даже это не повлияло на его положение, и в 1762 году он даже находился у смертного одра императрицы.
- В сериале показан князь Василий Залесский, на самом деле это выдуманный персонаж.
- В одной из серий Григорий Орлов в пьяном виде оскорбил Екатерину. Он был всего-то младшим офицером гвардии и о таком поведении не могло быть и речи[8].
- Выйдя замуж за наследника престола, Екатерина получила титул Великой княгини, а не княжны, как её иногда называют в сериале[8][17].
- К графу обращались «ваше сиятельство» (в сериале к графу Бестужеву обращаются «ваша светлость»)[8].
- Во время написания Елизаветой письма прощения Иоганне, Нарышкин говорит, что она умерла как пять лет, на самом же деле она умерла в 1760 году.
- В течение всего сериала Бестужева называют то вице-канцлером, то канцлером, на самом деле вице-канцлером он перестал быть в 1744 году, а после стал великим канцлером.
- В то время, когда Екатерина рожала третьего ребёнка, Алексея Бобринского, по версии фильма свой дом поджёг верный ей флигель-адъютант князь Василий Залесский, чтобы Пётр отвлёкся и не узнал о родах. Согласно истории, это сделал её камердинер Василий Григорьевич Шкурин[18].
- Пётр Иванович Шувалов умер 4 (15) января 1762 года, а Алексей Григорьевич Бобринский родился 31 марта (11 апреля) 1762 года. В фильме второе событие предшествует первому, и оба они происходят весной (видны зелёные листья на деревьях).
- После рождения сына Павла, Екатерина приходит в церковь к отцу Симону, который умер за несколько месяцев до рождения Павла.
- На женских платьях видны застёжки-молнии, запатентованные в 1891 году.
- По сюжету сериала вскоре после рождения Павла Петровича (1754) состоялось знакомство Екатерины и княгини Дашковой. Их познакомила Елизавета Воронцова, которая представила сестру «княгиня Дашкова». Это грубейшее нарушение хронологии. Во-первых, в 1754 году Елизавете Романовне Воронцовой было 15 лет от роду, а Екатерине Воронцовой всего 11 — актрисы явно значительно старше. Во-вторых, Екатерина Романовна стала княгиней Дашковой только 5 годами позднее, в 1759 году.
- По сюжету сериала, начиная примерно с 1752 года, Пётр III вешал на стены своих комнат портрет Фридриха Великого, написанный Антоном Граффом в 1781 году.
- Во время дворцового переворота Пётр находится возле Александровского дворца, строительство которого началось лишь в 1792 году.
- В сериале Григорий Орлов убил Петра III ударом кинжала. В действительности же после смерти Петра III было проведено вскрытие тела, исключившее отравление. Никаких ударов кинжалов или сабель на теле не было зафиксировано. Екатерина в своих мемуарах намекала на то, что перед смертью Пётр мучился геморроидальными коликами. Историки предполагают, что Пётр III был задушен Алексеем Орловым[19].
- У Екатерины в фильме с 3 серии отсутствует иностранный акцент, по свидетельствам современников он сохранялся у неё всю жизнь[17][20].
- Показанная в сценах венчания Петра III и Екатерины, Залесского и Марии Филипповны, свадебная фата — явный анахронизм. Фата вошла в обиход только в викторианскую эпоху, после венчания королевы Виктории и принца Альберта[21].
- Пётр называет себя «потомком Петра XII и Петра I» — явная оговорка, вместо Карла XII[17].
- Употребление Петром больших количеств алкоголя считается выдумкой Екатерины II. Ни один другой человек из его ближайшего окружения о пристрастии его к алкоголю не упоминает. Так что сцена с публичным купанием Петра в фонтане в пьяном виде вряд ли могла иметь место.[источник не указан 3057 дней]
- На протяжении всего сериала наблюдается беспорядок в отношении богослужебных облачений духовенства: придворный священник носит так называемый "Николаевский крест"- серебряный наперсный крест, учреждённый Николаем II в 1896 году. В сцене Крещения протодиакон носит на голове фиолетовую камилавку, учреждённую как награду белому духовенству Павлом I в 1798 году. В сцене Венчания священник облачён неправильно. Согласно Типикону, при совершении таинства Венчания иерей должен быть облачён в епитрахиль, поручи, фелонь. В сериале, священник облачён в стихарь (хотя стихарь — принадлежность облачений диаконского сана и низшего клира), епитрахиль, поручи, митру. Поверх епитрахили надеты палица и набедренник, которые используются только при совершении Божественной Литургии. Стоит отметить, что набедренник был введён в обиход лишь при Екатерине II.
- Присоединение к православию лиц лютеранского вероисповедания происходило через миропомазание, а не через крещение. Сцена с перекрещиванием принцессы является исторической ошибкой.
- В четвёртой серии Фридрих Великий говорит, что из-за захвата секретных документов русскими «вынужден подписывать с Австрией эту проклятую прагматическую санкцию». В реальности в истории Европы существовало несколько документов с названием «прагматическая санкция», однако ни один из них не относится к решению вопросов мира и войны между Австрией и Пруссией. Географически и хронологически к событиям ближе всего Прагматическая санкция императора Священной Римской империи Карла VI от 1713 года — это не договор между странами, а закон о наследовании престола в империи Габсбургов, который предусматривал возможность восшествия на престол женщины, именно благодаря этому документу престол империи заняла Мария Терезия, упоминаемая в фильме.
- В четвёртой серии Елизавета Петровна вступает в войну за австрийское наследство, по сценарию это происходит уже после рождения Павла (после 1754 года), однако в реальности война за австрийское наследство закончилась в 1748 году. Елизавета по сценарию говорит о Фридрихе, что он «сегодня Силезию к рукам прибрал» — переход Силезии к Пруссии произошёл именно по итогам войны за австрийское наследство. Очевидно, хронологически верно было бы говорить о вступлении в Семилетнюю войну (1756—1763), которая началась с аннексии Фридрихом не Силезии, а Саксонии, бывшей союзником Австрии и России. Вступая в войну, Елизавета Петровна выполняла союзнические обязательства перед этими странами.
- По сюжету фильма герои постоянно употребляют название «Австрия» — это неверно с хронологической точки зрения, так как сам термин «Австрийская империя» вошел в употребление только с 1804 года. До этого общепринятого названия империи не существовало, но употреблялся термин «монархия Габсбургов».

## Трансляции
| Страна | Транслятор                                                     | Дата                  |
| ------ | -------------------------------------------------------------- | --------------------- |
| Россия | kino.1tv.ru Архивная копия от 7 ноября 2015 на Wayback Machine | с 4 ноября 2015 года  |
| Россия | Первый канал                                                   | 4—12 ноября 2015 года |

## Награды и номинации
- Профессиональный приз Ассоциации продюсеров кино и телевидения в области телевизионного кино[22]:
  - приз в категории «Лучшая работа художника-постановщика» (Андрей Васин)
  - приз в категории «Лучшая работа художника по костюмам» (Татьяна Баранова)
  - приз в категории «Лучшая работа художника по гриму» (Татьяна Вавилова)
  - приз в категории «Лучшая актриса второго плана в телевизионном фильме/сериале» (Наталья Суркова)
  - номинация на приз в категории «Лучший актёр второго плана в телевизионном фильме/сериале» (Роман Мадянов)
  - номинация на приз в категории «Лучший актёр второго плана в телевизионном фильме/сериале» (Сергей Шакуров)
  - номинация на приз в категории «Лучший актёр телевизионного фильма/сериала» (Павел Деревянко)
  - номинация на приз в категории «Лучшая актриса телевизионного фильма/сериала» (Юлия Снигирь)
  - номинация на приз в категории «Лучший актёр телевизионного фильма/сериала» (Сергей Шакуров)
  - номинация на приз в категории «Лучшая оригинальная музыка к телевизионному фильму/сериалу» (Иван Бурляев, Максим Кошеваров)
  - номинация на приз в категории «Лучшая работа звукорежиссёра» (Сергей Бубенко, Роман Платонов)